# 日本文藝家協会
公益社団法人日本文藝家協会（にほんぶんげいかきょうかい、英: Japan Writers’ Association）は、文芸を職業とする者の職能団体として設立された公益社団法人である。社団法人時代は文化庁が所管していた。文藝春秋ビル内に事務局を持つ。2022年5月現在の代表は林真理子理事長。
文芸家である会員と、著作権継承者である準会員によって構成され、会員数は約2200人。著作権管理事業については会員以外の管理も請け負っている。
なお同じく作家等の集まりである日本ペンクラブは、表現の自由を守るための組織であって職能団体ではない。

## 沿革

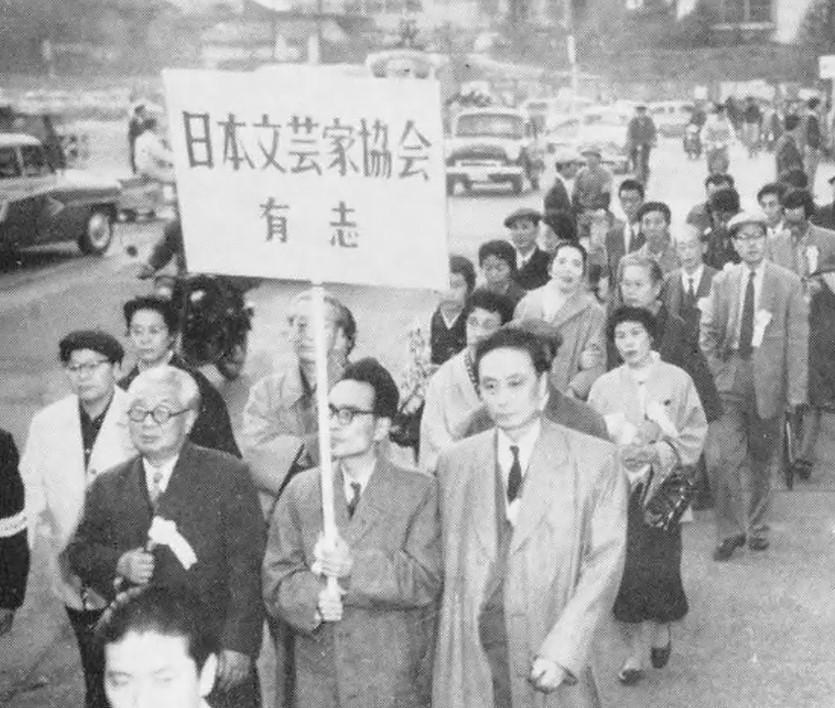
1958年10月8日、岸信介内閣は警察官職務執行法（警職法）の改正案を国会に上程した。同月から11月にかけて多数の団体が反対運動を行った。写真はデモ行進する日本文藝家協会のメンバー。

1926年（大正15年）に劇作家協会と小説家協会が合併して発足。初代会長は小説家協会で幹事を務めていた菊池寛。1942年（昭和17年）に一度解散して日本文学報国会に吸収されたが、1946年（昭和21年）に再発足した。1948年（昭和23年）から理事長制をとり、会長・理事長の二本立てになったが、1984年（昭和59年）以降、会長職は廃止された。1990年（平成2年）、永山則夫連続射殺事件の犯人である永山則夫の入会拒否問題をめぐる対立をきっかけに、柄谷行人、中上健次、筒井康隆、井口時男らが抗議のため脱会した。
文芸家の職能を擁護確立する目的をもって設立されており、政治的主張は基本的には行わず、もっぱら文芸家の地位向上、言論の自由の擁護、文芸家の収入・生活の安定などを活動の主軸としている。このため、文芸美術国民健康保険組合の加盟団体であったり、静岡県の冨士霊園内に共同墓「文學者之墓」を所有するなど、文学者の生活向上を主眼とした、あまり衆目に触れない活動も多い。
上記の立場から、著作権問題については保護期間の延長を、再販売価格維持制度についてはその維持を訴えることが多い。
2003年（平成15年）、協会内に著作権管理部を設立し、解散した日本文芸著作権保護同盟の著作権管理業務を引き継いだ。また啓蒙活動のために特定非営利活動法人・日本文藝著作権センターを設立した。
2011年（平成23年）に、公益法人改革により、公益社団法人となった。

## 歴代会長・理事長

### 会長
- 1926年−1942年 菊池寛
- 1946年−1948年 菊池寛
- 1949年−1951年 広津和郎
- 1951年−1961年 青野季吉
- 1961年−1972年 丹羽文雄
- 1972年−1984年 山本健吉

### 理事長
- 1948年−1952年 舟橋聖一
- 1952年−1956年 石川達三
- 1956年−1969年 丹羽文雄
- 1969年−1972年 井上靖
- 1972年−1984年 山本健吉
- 1984年−1988年 野口冨士男
- 1988年−1994年 三浦朱門
- 1994年−1999年 江藤淳
- 1999年−2000年 吉村昭（代行）
- 2000年−2002年 高井有一
- 2002年−2007年 黒井千次
- 2007年−2010年 坂上弘
- 2010年−2016年 篠弘
- 2016年-2020年 出久根達郎
- 2020年-　林真理子

## 著作権問題のまとめ役
日本文藝家協会は、日本美術著作権連合、日本写真著作権協会、日本脚本家連盟、日本シナリオ作家協会が参加する「著作者団体連合」（著団連）に理事長を送り出し、日本複写権センターでも中心的な役割を果たしている。
かつては、著作権の保護期間を当時の死後50年から死後70年に延長することを主要な目的として設立された「著作権問題を考える創作者団体協議会」（創団協）にも三田誠広副理事長を議長として送り、まとめ役としての役割を果たしていた。

## 文芸美術国民健康保険組合の結成
日本文藝家協会を中心に、1953年に文芸美術国民健康保険組合が設立された。文芸・美術・映画・写真などの同種の業種に従事する者を組合員とする。略称＝「文美国保」。芸術ジャンルを超えた社会保障制度整備の取り組みのなかでは、1973年の日本芸能実演家団体協議会による「芸能人年金共済制度」発足よりも20年も早い。創設の中心になった当時の日本文藝家協会理事長の丹羽文雄に関する行政やマスコミの記述でも、特筆すべき先進的な取り組みとして取り上げられている。

## 出版物
文藝家協会では毎年以下の出版物の編纂を行っている。
- 文藝年鑑 (刊行:新潮社)
- 文学 (刊行:講談社)
- 代表作時代小説 (刊行:光文社)
- 短篇ベストコレクション (刊行:徳間書店)
- ベストエッセイ (刊行:光村図書出版)

## 永山則夫入会保留問題
1990年、協会に入会申請した永山則夫の入会を日本文藝家協会が事実上拒否した問題について、辺見庸は以下のように述べている。